# Ivan Peterlin
Ivan Peterlin, slovenski športni delavec, * 28. avgust 1951, Rojan, Italija.

## Življenje in delo
Rodil se je v družini slovenskega kulturnega delavca Jožeta Peterlina. V rojstnem Rojanu, predmestju Trsta in na Opčinah je obiskoval osnovno šolo. Maturiral je leta 1970 na tržaškem liceju Dr. France Prešeren in 1974 diplomiral na Visoki šoli za telesno kulturo (ISEF) v Rimu. Po končanem študiju se je zaposlil kot profesor telesne vzgoje na slovenskih srednjih šolah v Trstu, ter istočasno prevzel mesto trenerja ženske članske odbojkarske ekipe pri Športnem društvu Breg, v sezoni 1976/1977 pa še mesto trenerja mladinskih in članskih nogometnih ekip pri Športni zvezi Sloga. Leta 1989 je postal predsednik odbojkarskih trenerjev dežele Furlanije - Julijske krajine ter 1993 deželni referent Odbojkarske zveze za mladinsko odbijko pri italijanskem olimpijskem komiteju. Je predsednik Zveze slovenskih športnih društev v Italiji (ZSŠDI).